# Apospasta kennedyi
Apospasta kennedyi är en fjärilsart som beskrevs av Fletcher 1961. Apospasta kennedyi ingår i släktet Apospasta och familjen nattflyn. Inga underarter finns listade i Catalogue of Life.